# John Coltrane
John William Coltrane (IPA: /'kɑltreın/), född 23 september 1926 i Hamlet i Richmond County, North Carolina, död 17 juli 1967 i Huntington på Long Island i delstaten New York, var en amerikansk jazzmusiker och saxofonist. Han räknas som en av de främsta saxofonisterna och jazzmusikerna genom tiderna, och är tillsammans med Charlie Parker ansedd som en av de mest inflytelserika och stilbildande musikerna på sitt instrument. Coltrane spelade bland andra med Miles Davis, Thelonious Monk, McCoy Tyner, Elvin Jones, Jimmy Garrison, Eric Dolphy, Cannonball Adderley, Pharoah Sanders, Rashied Ali och Alice Coltrane (hans fru) för att nämna några.
Coltrane var även betydelsefull som kompositör. 1959 spelade Coltrane in låten "Giant Steps", som senare även blev titeln ett album som brukar betraktas som en milstolpe inom jazzens historia. Melodin till "Giant Steps" är konstruerad så att melodin tycks bryta sig loss från den traditionella känslan av fixerade tonarter och i stället "flyter". John Coltrane har en mycket lång diskografi och förutom Giant Steps (1959) är albumet A Love Supreme (1964) omtalat som ytterligare en milstolpe inom jazzens historia.

## Biografi
Coltrane var aktiv från 1940-talet och framåt, men hans stora genombrott kom när han började spela med Miles Davis 1955. Han solodebuterade med det bopdominerade albumet Coltrane 1957. Han spelade åter med Miles Davis 1958 och medverkade på de två albumen Milestones och Kind of Blue. Därefter fick han skivkontrakt hos Atlantic Records 1959. På albumet My Favorite Things 1960 spelade Coltrane sopransaxofon och det var hans första album inom stilen modal jazz.
1961 köptes Coltranes kontrakt upp av det nystartade jazzbolaget Impulse! Records. På det bolaget blev Coltranes musik allt mer inriktad mot frijazz. Från 1965-67 var Coltranes musik extremt fri och andligt inriktad. Efter hans död släpptes ett flertal postuma album från hans sista frijazzperiod.
Coltrane levde ett tämligen hårt liv och använde droger. På 1950-talet började han försöka leva ett hälsosammare liv, bland annat med vegetarisk kosthållning. Han avled hastigt 1967 i levercancer och sörjdes av en hel jazzvärld.[källa behövs]

## Utmärkelser
Asteroiden 5893 Coltrane är uppkallad efter honom.

## Diskografi, soloalbum
- 1957 – Coltrane
- 1957 – Blue Train
- 1958 – John Coltrane with the Red Garland Trio
- 1958 – Soultrane
- 1958 – Tanganyika Strut
- 1958 – Jazz Way Out
- 1959 – Cattin' with Coltrane and Quinichette
- 1959 – The Cats
- 1960 – Giant Steps
- 1961 – Coltrane Jazz
- 1961 – My Favorite Things
- 1961 – Lush Life
- 1961 – Africa/Brass
- 1961 – Settin' the Pace
- 1962 – Standard Coltrane
- 1962 – Olé Coltrane
- 1962 – Coltrane Plays the Blues
- 1962 – Coltrane
- 1963 – Dakar
- 1963 – Kenny Burrell & John Coltrane
- 1963 – Stardust
- 1963 – Impressions
- 1963 – Ballads
- 1963 – Duke Ellington & John Coltrane
- 1963 – John Coltrane and Johnny Hartman
- 1964 – The Believer
- 1964 – Coltrane’s Sound
- 1964 – Black Pearls
- 1964 – Live at Birdland
- 1964 – Crescent
- 1965 – The Last Trane
- 1965 – A Love Supreme
- 1965 – Bahia
- 1965 – The John Coltrane Quartet Plays
- 1966 – The Avant-Garde
- 1966 – Ascension
- 1966 – Meditations
- 1967 – Kulu Sé Mama
- 1967 – Expression
- 1968 – Om (inspelad 1965)
- 1968 – Cosmic Music (inspelad 1966/68)
- 1969 – Selflessness: Featuring My Favorite Things (inspelad 1963/65)
- 1970 – Transition (inspelad 1965)
- 1971 – Sun Ship (inspelad 1965)
- 1974 – Interstellar Space (inspelad 1967)
- 1977 – First Meditations (for quartet) (inspelad 1965)
- 1995 – Stellar Regions (inspelad 1967)
- 2001 – The Olatunji Concert: The Last Live Recording (inspelad 1967)
- 2001 – Transition (inspelad 1965)
- 2005 – One Down, One Up (Live at the Half Note) (inspelad 1965)
- 2010 – 1960 Duesseldorf (inspelad 1960)
- 2013 – Newport '61 (inspelad 1961)
- 2014 – Offering: Live at Temple University (inspelad 1966)
- 2018 - Both Directions at Once: The Lost Album (inspelad 1963)

## Coltrane i Sverige
Coltrane hade, i likhet med flera andra av den tidens jazzpersonligheter, en hel del kontakt med Sverige och gjorde bland annat en specialtolkning av sången Ack Värmeland, du sköna. Den enda funna kompletta autografen av kvartetten "Coltrane and his orchestra" är från en konsert i Göteborg 1963 och såldes för 2958 USD år 2002.
Konserter

Stockholms konserthus

1960: 22 mars Miles Davis och John Coltrane (2 konserter)

1961: 23 november John Coltrane & Eric Dolphy (2 konserter)

1962: 19 november John Coltrane (2 konserter)

1963: 22 oktober John Coltrane. 
Göteborgs konserthus

1961: 21 november, John Coltrane and his orchestra (Dizzy Gillespie and his Orchestra spelade samma kväll)

1963: 24 oktober, John Coltrane

Övriga medverkande musiker

1960: Wynton Kelly (p) Paul Chambers (b) Jimmy Cobb (d)

1961: McCoy Tyner (p) Reggie Workman (b) Elvin Jones (d)

1962: McCoy Tyner (p) Jimmy Garrison (b) Elvin Jones (d)

1963: McCoy Tyner (p) Jimmy Garrison (b) Elvin Jones (d)

Inspelade låtar

1960: Konsert 1 So What, Fran-Dance, Bye Bye (theme), All Blues

1960: Konsert 2 So What, On Green Dolphin Street, Bye Bye (theme), Walkin

1961: Konsert 1 Blue Train, Naima, Impressions 4, My Favorite Things 

1961: Konsert 2 Naima (ofullständig), Impressions 1, My Favorite Things 

1962: Konsert 1 Bye Bye Blackbird, The Inchworm, Impressions, My Favorite Things, Mr. P.C.

1962: Konsert 2 Bye Bye Blackbird, The Inchworm, Naima, I Want To Talk About You, Everytime We Say Goodbye, Mr. P.C.,My Favorite Things, Traneing In

1963: Training In, Mr. P.C. (ofullständig), Spiritual, I Want To Talk About You, Naima, The Promise, Impressions 2

Utgivningar med delar av konserterna

1960: Miles Davis And John Coltrane Live In Stockholm 1960  (Dragon),
 
1960: John Coltrane - Bird Note  (Bird Note)

1961: John Coltrane - Coltranology Vol. 1

1961: Eric Dolphy Quintet Live On Mount Meru Vol. 2 (Historic Performance)

1961: Eric Dolphy Quintet Live On Mount Meru (Vitt fodral)(Historic Performance) 

1961: The John Coltrane Quartet In Europe Vol 2 (Beppo)

1962: The Complete 1962 Stockholm Concert Vol. 1 (Magnetic Luxe)

1962: Stockholm 62: The Complete Second Concert Vol. 1 (Magnetic Luxe)

1962: Stockholm 62: The Complete Second Concert Vol. 2 (Magnetic Luxe)

1962: Rare John Coltrane Quartet (Duke It)

1962: Blue Train Live On Mount Meru, Vol. 1 (Historic Performance)

1962: The John Coltrane Quartet In Europe, Vol. 1 (Beppo)

1963: Blue Train (Historic Performance)

1963: The John Coltrane Quartet In Europe Vol. 2(Beppo)

1963: Eric Dolphy Quintet Live On Mount Meru (Historic Performance)

Speciell Sverige-inspelning

Dear Old Stockholm (Coltranes egen tolkning av sången Ack Värmeland, du sköna)
- 1956: 5 juni Miles Davis – The Complete Columbia Recordings Of MD With JC (Mosaic))
- 1956: 10 september Miles Davis och Gil Evans – Round About Midnight (Columbia)
- 1963: 29 april Egen kvartett – Various Artists – The Definitive Jazz Scene, Vol. 2 (Impulse)

Versionen var inte med på originalet av "Impressions" 1963 utan tillkom först på en nyutgåva 1970, (även år 2000).